# Kazuhiko Shimamoto
Kazuhiko Shimamoto (島本 和彦, Shimamoto Kazuhiko) né Hidehiko Tezuka (手塚 秀彦, Tezuka Hidehiko) est un mangaka né le 26 avril 1961  à Ikeda dans la préfecture de Hokkaidō, au Japon.

## Œuvres
- Skull Man (7 volumes de 1998 - 2001) chez Media Factory
- Aoi Honoo (14 volumes depuis 2007 - en cours) chez Shogakukan
- Cyborg 009 (One-Shot de 2013)